# فقر الدم الضخم الأرومات
فَقْرُ الدَّمِ الضَّخْمُ الأَرومات (بالإنجليزية: Megaloblastic anemia)‏ هو نوع من فقر الدم كبير الكريات. فقر الدم هو عيب في خلايا الدم الحمراء يمكن أن يؤدي إلى نقص في الأكسجين. ينتج فقر الدم الضخم الأرومات عن تثبيط تخليق الحمض النووي أثناء إنتاج خلايا الدم الحمراء. عندما يتم إعاقة تخليق الحمض النووي، لا يمكن أن تتقدم دورة الخلية من مرحلة نمو G2 إلى مرحلة الانقسام (M). هذا يؤدي إلى استمرار نمو الخلايا دون انقسام، والذي يظهر على شكل كُبر الكريات. فقر الدم الضخم الأرومات له بداية بطيئة نوعًا ما، خاصة عند مقارنته بأنواع فقر الدم الآخرى. غالبا ما يكون الخلل في تخليق الحمض النووي للخلايا الحمراء ناتجًا عن نقص الفيتامينات؛ تحديدا نقص فيتامين بي12 أو نقص الفولات. قد يكون فقدان المغذيات الدقيقة سببًا أيضًا.
قد يكون سبب فقر الدم الضخم الأرومات ليس بسبب نقص الفيتامينات إنما بسبب الأيضات التي تسمم إنتاج الحمض النووي مباشرة، مثل بعض عوامل العلاج الكيميائي أو المضادة للميكروبات (على سبيل المثال الآزوثيوبرين أو تريميثوبريم).
ويتميز هذا فقر الدم بوجود خلايا غير ناضجة كبيرة كثيرة وتفكك كريات الدم الحمراء (الأرومات الضخمة) في نخاع العظام.

## الأسباب
- نقص فيتامين بي12:
  - نقص العامل الجوهري، وهو جزيء تنتجه الخلايا في المعدة وهو مطلوب لامتصاص فيتامين بي12 (فقر الدم الخبيث أو استئصال المعدة)
  - سوء الامتصاص الناجم عن نقص حمض المعدة
  - نقص المدخول (نظام غذائي نباتي صارم)
  - الداء البطني
  - المنافسة البيولوجية على فيتامين بي12 عن طريق الرتج أو الناسور أو مفاغرة الأمعاء أو العدوى بالطفيلي البحري العوساء (دودة الشريطية للأسماك)
  - سوء امتصاص فيتامين بي12 الانتقائي (فقر الدم الضخم الأرومات الخلقي 1—المستحث بالعقاقير)
  - التهاب البنكرياس المزمن
  - استئصال اللفائفي وتجاوزه
  - تخدير أكسيد النيتروز (عادة ما يتطلب حالات متكررة)

- نقص الفولات
  - إدمان الكحول
  - نقص المدخول
  - زيادة الاحتياجات: الحمل، الرضع، الانتشار الخلوي السريع، وتليف الكبد
  - سوء الامتصاص (الوراثي، والمستحث بالعقاقير)
  - استئصال الأمعاء والصائم
  - (غير مباشر) نقص الثيامين والعوامل (مثل الإنزيمات) المسؤولة عن استقلاب الفولات غير الطبيعي.
- النقص المشترك: فيتامين بي12 والفولات.
- اضطرابات تخليق بيريميدين الموروثة: بيلة حمضية أوروتيكية
- اضطرابات تخليق الحمض النووي الموروثة
- ابيضاض الدم المحمر الحاد
- نقص النحاس الناتج عن زيادة الزنك من الاستهلاك الفموي المرتفع بشكل غير عادي لكريمات تثبيت أطقم الأسنان المحتوية على الزنك تم العثور عليه كسبب.[6]